# Descamación
 La descamación, comúnmente llamada despellejamiento o desprendimiento de la piel, es el desprendimiento de la membrana o capa más externa de un tejido, como la piel. El término deriva del latín desquamare, que significa "quitar las escamas de un pez".

## Piel
La descamación normal y no patológica de la piel se produce cuando los queratinocitos, después de moverse normalmente durante aproximadamente 14 días, se eliminan individualmente de forma inadvertida. Una descamación obvia pero no patológica ocurre cuando la piel es sumergida en agua tibia o caliente, lo que estimula la eliminación de la capa superior de células muertas de la piel y, como tal, es un resultado común del ducharse o darse un baño de agua caliente. En la descamación patológica, como la que se observa en la Ictiosis ligada al cromosoma x, el estrato córneo se hace más grueso (hiperqueratosis), lo que le da a la piel un aspecto "seco" o escamoso, y en lugar de desprenderse como células individuales, los corneocitos se desprenden en grupos, formando escamas visibles. La descamación de la epidermis puede resultar de una enfermedad o lesión de la piel. Por ejemplo, una vez que el rash del sarampión desaparece, hay descamación. La exfoliación de la piel generalmente sigue a la curación de una quemadura de primer grado o quemadura solar. El síndrome de shock tóxico, una reacción del sistema inmune potencialmente fatal a una infección bacteriana como Staphylococcus aureus, puede causar una descamación grave; como también puede manifestarse con el envenenamiento por mercurio. Otras enfermedades graves de la piel que involucran descamación extrema incluyen el síndrome de Stevens-Johnson y la necrólisis epidérmica tóxica (TEN). La radiación puede causar descamación húmeda o seca. 

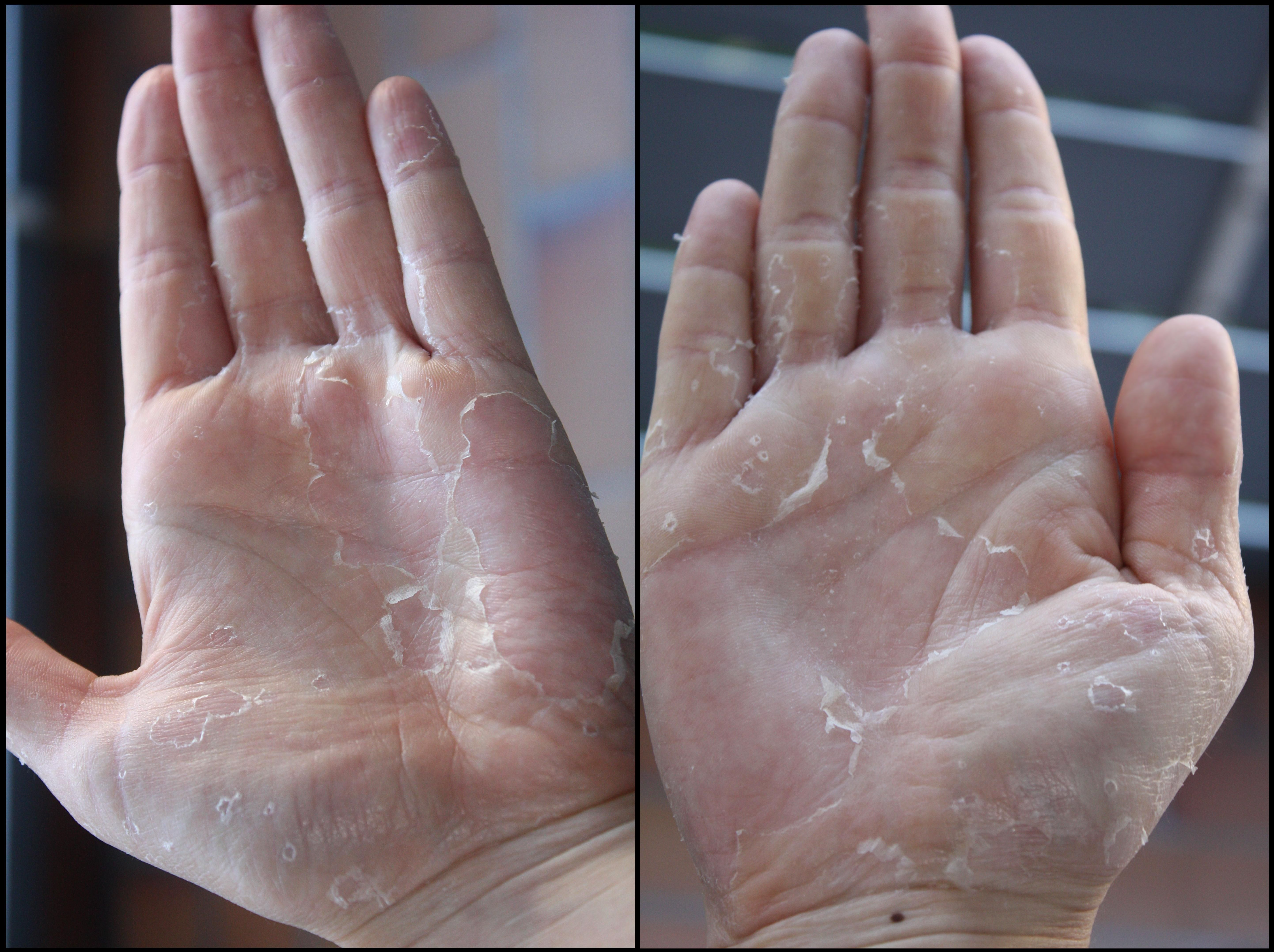
Descamación de la piel en las manos, causada por la fiebre escarlata.
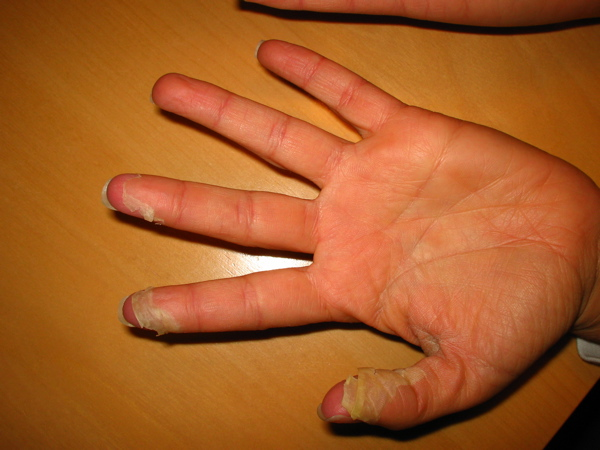
Descamación de la piel en la punta de los dedos, causada por la escarlatina.
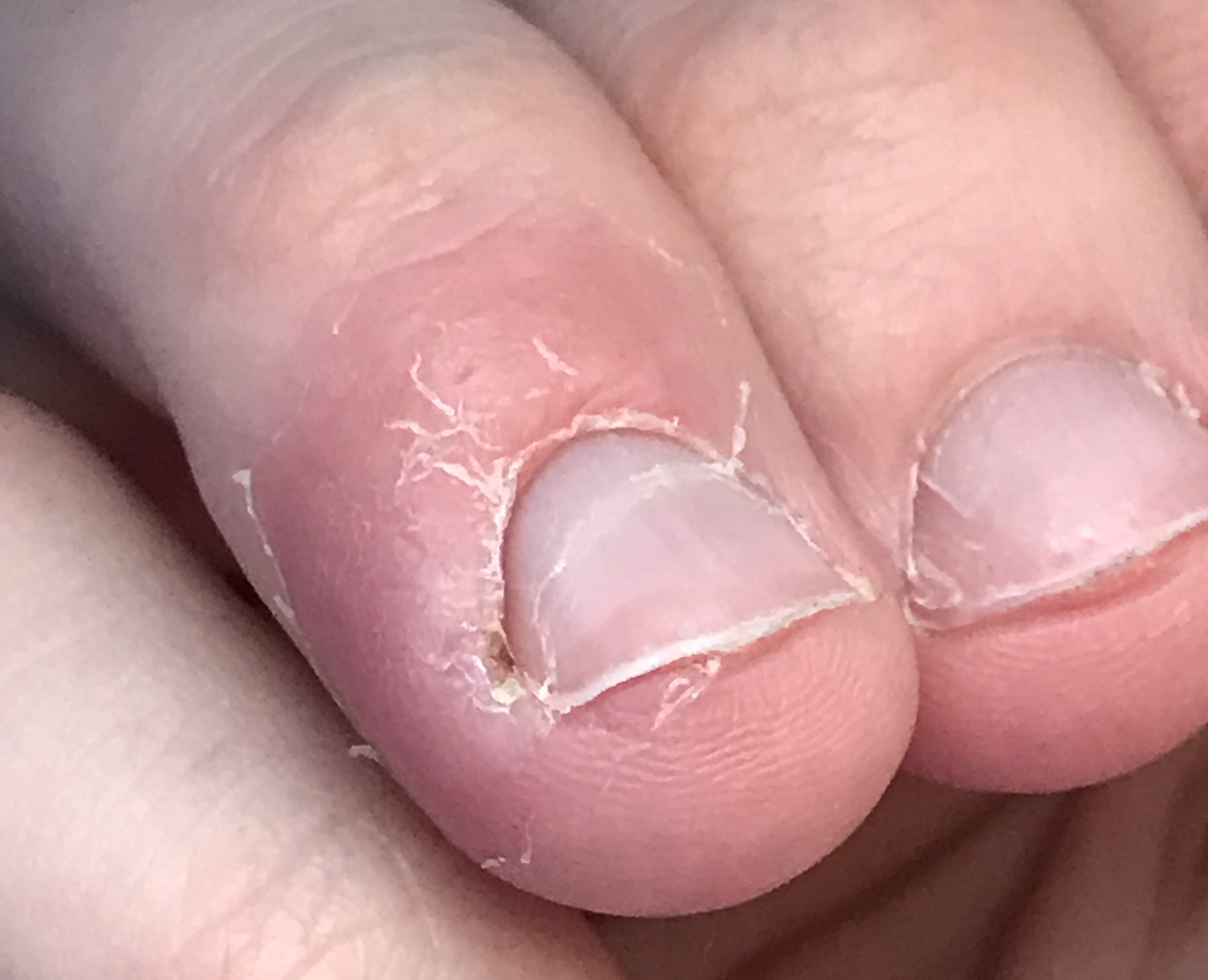
Descamación de la piel en el dedo, causada por el estallido de una paroniquia aguda.

## Ojos
Algunos tejidos oculares, como la conjuntiva y la córnea, pueden sufrir descamación patológica en enfermedades como el síndrome del ojo seco. La anatomía del ojo humano hace imposible la descamación del cristalino.
- Gingivitis descamativa
- Descamación húmeda
- Pitiriasis
- Quemadura solar